# デイヤン・ファンダーウエストハイゼン
デイヤン・ファンダーウエストハイゼン（Dayan van der Westhuizen、1994年4月5日 - ）は、ジャパンラグビーリーグワン日野レッドドルフィンズに所属するラグビー選手。

## プロフィール
- 南アフリカウェリントン出身[1]。
- ポジションはプロップ(PR)。
- 身長 184 cm、体重 116 kg
- U20南アフリカ代表に選ばれたことがある[2]。

## 略歴
ブルー・ブルズ、キングス、ブルズを経て、2021年、日野レッドドルフィンズに加入。同年2月21日にジャパンラグビートップリーグ第1節ヤマハ発動機ジュビロ戦に先発出場で日本での公式戦初出場を果たす。